# Blauwkapvlagstaartpapegaai
De blauwkapvlagstaartpapegaai (Prioniturus discurus) is een papegaai die alleen voorkomt in de Filipijnen.
In het Filipijns heet deze vogel Kaguit en in het Tagalog Loro of Kanauihan. In de Visayas wordt de vogel Managuing genoemd.

## Algemeen
De blauwkapvlagstaartpapegaai is een luidruchtige vogel van gemiddelde grootte. De geslachten lijken sterk op elkaar en de ondersoorten verschillen in grootte en de hoeveelheid en tint blauw op de kop en het groen op het lichaam. Een volwassen exemplaar van P. d. discurus heeft een felgroen voorhoofd en zijkant van de kop. De kruin en de nek zijn turquoise blauw. De rest van de bovenzijde van het lichaam is groen. De onderzijde is geelgroen. De vleugels en de staartveren zijn groen. De centrale veren hebben een verlengde schaft en hebben aan het eind een soort zwarte vlag. De buitenste staartveren zijn donkergroen en het onderste deel is turquoise blauw. De vliegveren zijn kobaltgroen met groene randen. Een juveniel is valer van kleur en heeft minder blauw aan de kruin. Daarnaast heeft een jong exemplaar ook geen of een korte vlagstaart. De snavel van de blauwkapvlagstaartpapegaai is grijsachtig wit, de ogen bruin en de poten grijs. Deze soort wordt, exclusief de lange staartveren, 24 centimeter en heeft een vleugellengte van 15,5 centimeter.

## Verspreiding en leefgebied
De blauwkapvlagstaartpapegaai komt voor in bossen, bosranden en gecultiveerd land dicht bij bossen, zoals bananenplantages tot een hoogte van zo'n 1500 meter. De soort leeft alleen of in paartjes en komt voor op de Filipijnen met uitzondering van het noorden van Luzon, Palawan en Mondoro. Er worden twee ondersoorten onderscheiden:
- P. d. whiteheadi: van zuidelijk Luzon tot Leyte en Bohol (midden Filipijnen).
- P. d. discurus: Mindanao, Basilan en de Sulu-eilanden (zuidelijk Filipijnen).

## Status
De grootte van de populatie is niet gekwantificeerd maar de soort wordt omschreven als algemeen. Op de Rode lijst van de IUCN heeft deze soort de status niet bedreigd.

## Voortplanting
Er zijn exemplaren met vergrote gonaden waargenomen in juni. Parende exemplaren zijn gezien in de maanden april en mei. De blauwkapvlagstaartpapegaai legt drie witte eieren in een nest in een holletje in de stam of een grote tak van een levende boom.